# Gazawa (Touloum)
Gazawa (ou Gazawa Centre ou Bizili) est une localité du Cameroun, située à proximité de la frontière avec le Tchad, dans le département du Mayo-Kani et la Région de l'Extrême-Nord. Elle fait partie de la commune de Touloum (arrondissement de Porhi) et du canton de Bizili.  

## Population
En 1969, le village comptait 4 042 habitants, principalement des Toupouri, des Moundang et des Peuls. À cette date il disposait d'une école publique à cycle complet. Un marché hebdomadaire s'y tenait le vendredi.
Lors du recensement de 2005, on y a dénombré 8 963 personnes.